# Elvis Kryukov
Elvis Elli Kryukov (* 1. März 1992 in Woronesch) ist ein zyprischer Leichtathlet russischer Herkunft, der sich auf den Zehnkampf spezialisiert hat und auch in anderen Disziplinen an den Start geht. Zudem war er auch als Fußballspieler aktiv.

## Sportliche Laufbahn
Erste Erfahrungen bei internationalen Meisterschaften sammelte Elvis Kryukov im Jahr 2019, als er bei den Spielen der kleinen Staaten von Europa (GSSE) in Bar mit 6,58 m den neunten Platz im Weitsprung belegte und im Kugelstoßen mit 14,11 m auf den fünften Platz gelangte. Anschließend gelangte er bei den Europaspielen in Minsk mit 15,25 s auf den 27. Platz im 110-Meter-Hürdenlauf und im September siegte er mit 7134 Punkten im Zehnkampf bei den Balkan-Meisterschaften in Prawez. 2020 begann er ein Studium an der Angelo State University in den Vereinigten Staaten und im Jahr darauf 2021 musste er seinen Wettkampf bei den Balkan-Meisterschaften in Smederevo vorzeitig beenden, wie auch bei den Balkan-Meisterschaften 2023 in Kraljevo.
2019 wurde Kryukov zyprischer Meister im Zehnkampf sowie 2019 und 2020 im 110-Meter-Hürdenlauf und 2020 auch im Weitsprung.
Kryukov war auch als Fußballspieler aktiv und absolvierte in der Saison 2015/16 drei Partien für AO Agia Napa in der First Division.

## Persönliche Bestleistungen
- 110 m Hürden: 14,34 s (+1,9 m/s), 5. Mai 2022 in Kingsville
  - 60 m Hürden (Halle): 8,07 s, 29. Februar 2020 in Piräus
- Weitsprung: 7,33 m (+1,7 m/s), 12. Mai 2023 in Canyon
- Kugelstoßen: 15,50 m, 27. Mai 2021 in Allendale
- Zehnkampf: 7678 Punkte, 26. Mai 2023 in Pueblo
  - Siebenkampf (Halle): 5493 Punkte, 29. Februar 2020 in Piräus